# Paleotoca
Paleotoca é um abrigo (túnel, toca, covil e similares) subterrâneo escavado por mamíferos da megafauna, ou animais gigantes (paleovertebrados), extintos e que viveram na era pré-histórica.
Crotovina é uma paleotoca preenchidas por sedimentos (areias, argilas e similares) que ao longo dos séculos foram depositando-se em função das chuvas ou da porosidade do terreno. Geralmente estes traços fósseis (icnofósseis) possuem grandes proporções, compatíveis com as dimensões dos animais deste período.

## Brasil
No Brasil há vários sítios paleontológicos caracterizados como paleotocas, como em Ponta do Abunã, em Rondônia, dentro da região Amazônica, no Parque Nacional da Serra do Gandarela, em Minas Gerais, em Monte Bonito, no Rio Grande do Sul, a Toca do Tatu em Santa Catarina, no Parque da Gruta em Santa Cruz do Sul, entre outras descobertas.
Após a extinção dos animais da megafauna há cerca de 10.000 anos, algumas paleotocas passaram a ser reutilizadas pelas antigas populações indígenas. Pesquisas recentes indicam que tais estruturas eram utilizadas por estas populações como abrigos temporários e também para fins ritualísticos. Em seu interior podem ser encontrados vestígios arqueológicos como, ferramentas de pedra, artefatos cerâmicos, sepultamentos humanos, além de inscrições gravadas em suas paredes, conhecidas como arte rupestre. As paleotocas são classificadas como sítios paleontológicos, todavia, quando em seu interior são descobertos vestígios de antigas populações, o local também passa a ser denominado de sítio arqueológico, servindo assim de objeto de pesquisas tanto de paleontólogos como de arqueólogos.